# Nashua
Nashua je město v okresu Hillsborough County ve státě New Hampshire ve Spojených státech amerických. Nachází se asi 25 km jižně od Manchesteru, největšího města v New Hampshire. Po Manchesteru je zároveň Nashua druhým největším městem v severní Nové Anglii. Na jihu město sousedí s Middlesex County.
K roku 2020 zde žilo 91 322 obyvatel. S celkovou rozlohou 82 km² byla hustota zalidnění 1 144 obyvatel na km². Východní částí města protéká řeka Merrimack.